# 긴잔역 (홋카이도)
긴잔역(일본어: 銀山駅 킨잔에키[*])은 일본 홋카이도 요이치 군 니키정에 있는 홋카이도 여객철도 하코다테 본선의 철도역이다. 인근의 상점에서 승차권을 취급하고 있는 간이위탁역으로, 6시부터 20시까지 운영된다.

## 역 구조
2면 2선의 상대식 승강장과 작은 역사를 가지고 있다. 2번 승강장은 포장되어 있으나, 1번 승강장은 자갈로 되어있다.

### 승강장
| 1 | ■ 하코다테 본선 | 굿찬 · 오샤만베 방면          |
| 2 | ■ 하코다테 본선 | 오타루 · 데이네 · 삿포로 방면 |

## 역 주변
- 긴잔 초등학교
- 긴잔 중학교
- 긴잔 우편국
- 긴잔 학원
- 사쿠라가오카 학원

## 역사
- 1905년 1월 29일 - 홋카이도 철도의 역으로 개업.
- 1907년 7월 1일 - 홋카이도 철도 국유화.
- 1972년 3월 15일 - 화물 취급 폐지.
- 1982년 3월 1일 - 수하물 취급 폐지와 동시에 무인화.
- 1986년 11월 1일 - 열차 교환 설비 폐지. 하행선, 2번 승강장은 그 상태로 방치되었다.
- 1987년 4월 1일 - 일본국유철도 분할 민영화로 홋카이도 여객철도가 계승.
- 1988년 11월 3일 - 열차 교환 설비 부활. 방치하고 있던 하행선과 승강장을 재정비.
- 2007년 10월 - 역 번호 부여. S21.

## 인접한 역
| 홋카이도 여객철도 하코다테 본선 | 홋카이도 여객철도 하코다테 본선 | 홋카이도 여객철도 하코다테 본선 |
| ------------------------------- | ------------------------------- | ------------------------------- |
| S22 고자와 오샤만베 방면        | ■ 하코다테 본선                 | S20 시카리베쓰 오타루 방면      |